# Henrique Guimarães
Henrique Guimarães (né le 9 septembre 1972) est un judoka brésilien. Il participe aux Jeux olympiques d'été de 1996 en combattant dans la catégorie des poids mi-légers et remporte la médaille de bronze.

## Palmarès

### Jeux olympiques
- Jeux olympiques de 1996 à Atlanta,  États-Unis
  -  Médaille de bronze.